# Matelea picturata
Matelea picturata är en oleanderväxtart som först beskrevs av William Botting Hemsley, och fick sitt nu gällande namn av R. E. Woodson. Matelea picturata ingår i släktet Matelea och familjen oleanderväxter. Inga underarter finns listade i Catalogue of Life.